# كاندامال
كاندامال رمزها «KN» (بالإنجليزية: Kandhamal)‏ ، هو تقسيم إداري لدولة الهند تتبع ولاية أوريسا (بالإنجليزية: Orissa)‏ ، مركزها هو مدينة فولباني (بالإنجليزية: Phulbani)‏ عدد سكانها حسب تعداد سنة 2001 هو 647,912 ، مساحتها 6,004 كم² وكثافة السكان 108 لكل كم² .